# Теорема Неймана — Моргенштерна о минимаксе
В теории игр, теорема о минимаксе описывает условия, при выполнении которых для функции {\displaystyle f:Z\times W\to \mathbb {R} } верно, что {\displaystyle \sup _{x\in Z}\inf _{y\in W}f=\inf _{y\in W}\sup _{x\in Z}f.} Первой теоремой такого рода стала теорема фон Неймана, доказанная в 1928 году. Именно с её доказательства началось развитие теории игр. Впоследствии её неоднократно обобщали и переформулировали.

## Игры с нулевой суммой

Функция f(x,y)=x^{2}-y^{2} выпукла по, но вогнута по

Эту теорему впервые доказал в 1928 году Джон фон Нейман .
Формально, теорема фон Неймана утверждает, что 
| Пусть {\displaystyle X\subset \mathbb {R} ^{n}} и {\displaystyle Y\subset \mathbb {R} ^{m}} ― компактные выпуклые множества. Если функция {\displaystyle f:X\times Y\rightarrow \mathbb {R} } непрерывна, выпукла в {\displaystyle X}, но вогнута в {\displaystyle Y}, т.е. {\displaystyle f(\cdot ,y):X\rightarrow \mathbb {R} } выпукла при любом заданном {\displaystyle y}, но {\displaystyle f(x,\cdot ):Y\rightarrow \mathbb {R} } вогнута при любом заданном {\displaystyle x}, то {\displaystyle \max _{x\in X}\min _{y\in Y}f(x,y)=\min _{y\in Y}\max _{x\in X}f(x,y).} |

### Примеры
Если {\displaystyle f(x,y)=x^{T}Ay} для конечной матрицы {\displaystyle A\in \mathbb {R} ^{n\times m}}, то {\displaystyle \max _{x\in X}\min _{y\in Y}x^{T}Ay=\min _{y\in Y}\max _{x\in X}x^{T}Ay.}